# Sedam i po
Pour les articles homonymes, voir Sept et Demi (homonymie).
Pour plus de détails, voir Fiche technique et Distribution.
Sedam i po (en serbe cyrillique : Седам и по, ou Sept et demi) est un film dramatique serbe écrit, réalisé et produit par Miroslav Momčilović en 2006.

## Synopsis
Sedam i po raconte sept histoires réunies par le fil conducteur des sept péchés capitaux ; il a comme cadre la vie ordinaire des gens de Novi Beograd, un quartier moderne de la ville de Belgrade.

## Récompenses
En 2007, Miroslav Momčilović a remporté le prix du jury du Festival du film indépendant de Rome (RIFF) pour Sedam i po.